# Heptranchias perlo
A Heptranchias perlo a porcos halak (Chondrichthyes) osztályának szürkecápa-alakúak (Hexanchiformes) rendjébe, ezen belül a szürkecápafélék (Hexanchidae) családjába tartozó faj.
Nemének a típusfaja és egyben az egyetlen élő faja is.

## Előfordulása
A Föld számos trópusi és mérsékelt övi tengerében fellelhető; közéjük tartozik a Földközi-tenger is. Az Atlanti-óceán nyugati részén, az Amerikai Egyesült Államokbeli Észak-Karolinától egészen Argentínáig, valamint ugyanez óceán keleti részén, Marokkótól Namíbiáig található meg. Az Indiai-óceánban, a Dél-afrikai Köztársaság, Dél-Mozambik, az Aldabra-sziget és Délnyugat-India tengervizeiben található meg ez a cápafaj. A Csendes-óceánban Japántól Új-Zélandig, valamint Chile északi részéig fordul elő.

## Megjelenése
Az átlagos testhossza 100 centiméter, azonban a hím 137 centiméteresre, míg a nőstény 140 centiméteresre is megnőhet; 75-98 centiméteresen felnőttnek számít. Keskeny fejű cápafaj, melynek nagy szemei és hét kopoltyúja van. Az összes uszonya a testéhez képest eléggé kicsi. A háti részének színe barnásszürke, a hasi része világosabb. Egyes példány testén sötét foltozások is lehetnek. A fiatal egyedek szemei, zöldesen fluoreszkálnak. 125-161 csigolyája van.

## Életmódja
Főleg csontos és porcos halakkal, valamint rákokkal és különféle fejlábúakkal táplálkozik. A 25 °C-os vízhőmérsékletet kedveli. 0-1000 méteres mélységek között mozog, de általában 180-450 méter mélyen tartózkodik. A kontinentális selfterületek és a vízalatti sziklaszirt oldalak lakója.

## Szaporodása
Ál-elevenszülő cápafaj, vagyis kölykei a méhében kelnek ki. A nőstény testében 9-20 kis cápa is lehet. Az újszülött cápa, körülbelül 25 centiméter hosszú. Az eddigi megfigyelések szerint, nincs meghatározott szaporodási időszaka.

## Felhasználása
A Heptranchias perlónak nincs ipari mértékű halászata. Főleg májolajáért halásszák. Habár kisméretű, agresszív mivolta miatt, ha zavarják, az emberbe haraphat. Húsa mérgező.

## Képek

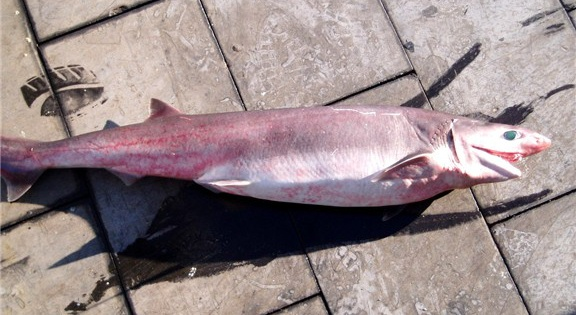
Kifogott
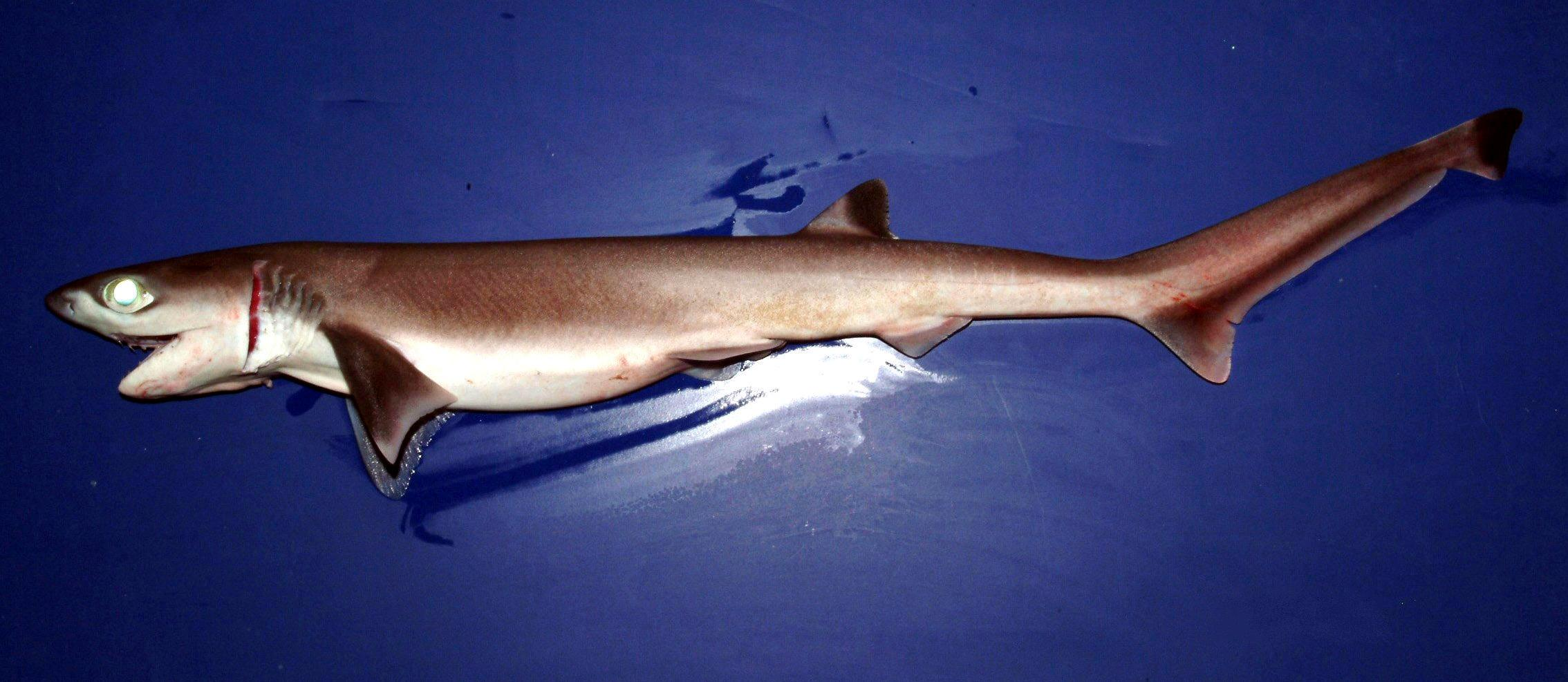
példányok
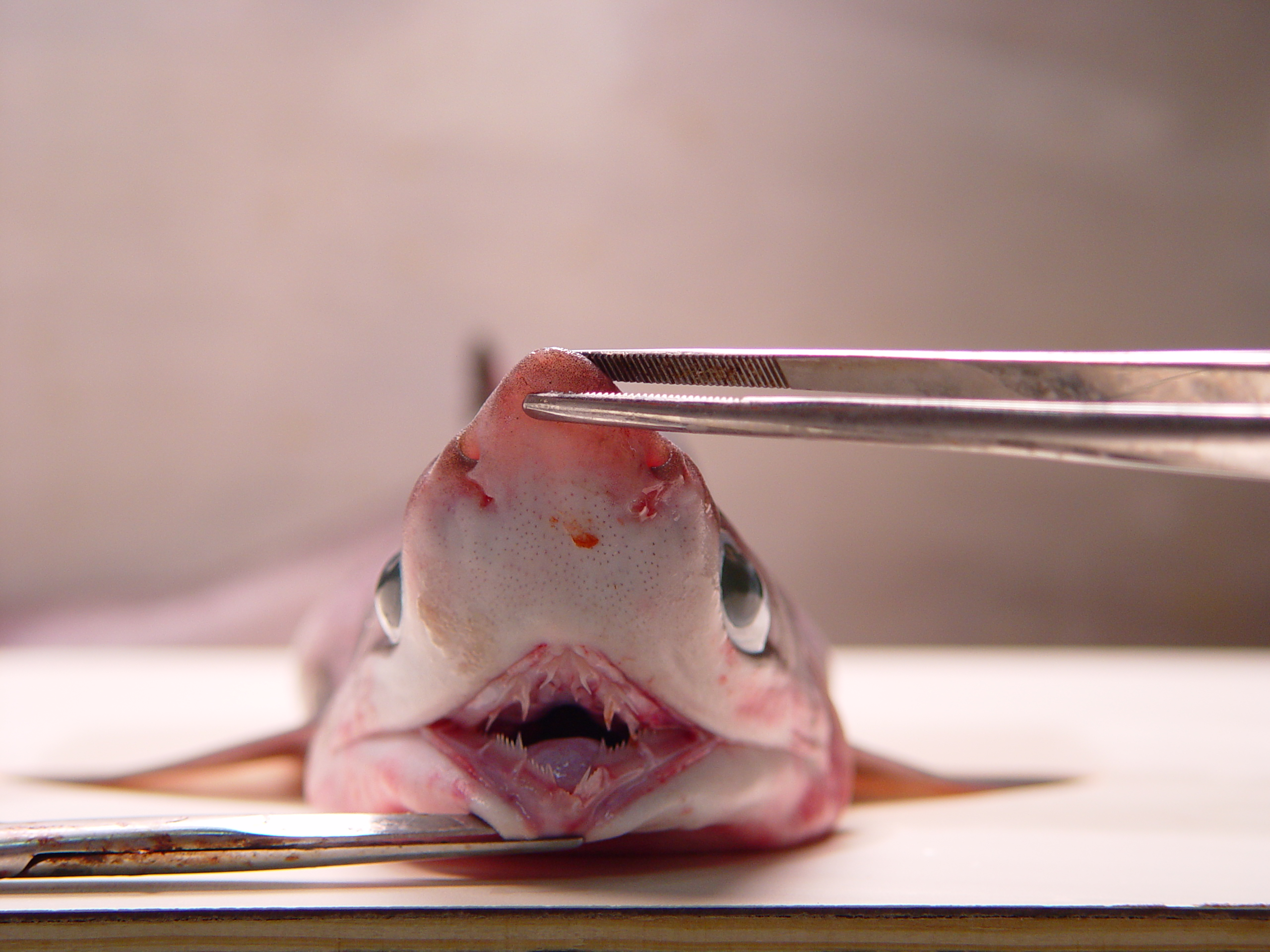
A fogazata